# Keräntöjärvi
Keräntöjärvi är en mindre nybyggarby i norra Pajala kommun. Byn ligger ca 3 mil norr om Kangos och anlades cirka 1810 av Johan Hansson Nilimaa, kallad "Holman Jussa", från Lovikka. Byn blev vida känd genom Kiruna Amatörteaters uppsättning Frieriet i Kärendöjärvi i regi av Ulla Lyttkens. Pjäsen blev mycket uppskattad och spelades på ett flertal orter i Norrbotten, runt om i Sverige och blev uttagen att spelas på en teaterfestival i Turkiet.

## Skrivet om Keräntöjärvi
Alderblom, Eino F. : Keräntöjärvi: historisk belysning av en by i naturens centrum! (Luleå 2001 ISBN 91-631-1874-2)